# Kennett, Cambridgeshire
Kennett är en ort och civil parish i Storbritannien.   Den ligger i distriktet East Cambridgeshire, grevskapet Cambridgeshire och riksdelen England, i den sydöstra delen av landet, 100 km norr om huvudstaden London. Kennett ligger 32 meter över havet och antalet invånare är 353.
Terrängen runt Kennett är platt. Runt Kennett är det ganska tätbefolkat, med 155 invånare per kvadratkilometer. Närmaste större samhälle är Bury St Edmunds, 15,8 km öster om Kennett. Trakten runt Kennett består till största delen av jordbruksmark.